# 脱離基
脱離基 （だつりき、英: leaving group） はヘテロリシスで開裂された原子団のうち電子対を持つ側の原子団のこと。水 (H2O)、アンモニア (NH3)、二酸化炭素 (CO2)、アルコール (ROH)は代表的な中性脱離基であり、Cl−、Br−、I−のようなハロゲン化物イオンやトシル基 (TsO−) のようなスルホン酸イオンは代表的なアニオン性脱離基である。原子団の脱離のしやすさは求核置換反応で重要となり、カチオン性の原子団は求電子性である事から脱離基とは見なされない。実際、求電子置換反応で脱離するものの多くはプロトン (H+) である。

典型的な求核置換反応 (SN2反応) の機構。臭化物イオン (Br−) は脱離基として働き、水酸化物イオン (OH−) は求核剤として働く。真ん中の図は遷移状態を表している。

脱離基の脱離しやすさは共役酸のpKaと関係があり、小さなpKaを持つほどよい脱離基（脱離しやすい脱離基）として働く場合が多い。よって強塩基であるアルコキシド (RO−)、水酸化物イオン (HO−)、アミドイオン (R2N−) は脱離しにくい基である。
| 脱離基の一覧。表の下に行くほど脱離しにくい傾向がある。 | 脱離基の一覧。表の下に行くほど脱離しにくい傾向がある。 |
| ------------------------------------------------------ | ------------------------------------------------------ |
| *R-N+ 2                                                | ジアゾニウム塩                                         |
| R-OR'+ 2                                               | オキソニウムイオン                                     |
| R-OSO2C4F9                                             | ノナフルオロブタンスルホナート                         |
| R-OSO2CF3                                              | トリフルオロメタンスルホナート                         |
| R-OSO2F                                                | フルオロスルホン酸エステル                             |
| R-OTs, R-OMs, etc.                                     | トシラート, メシラート, その類似体                     |
| R-I                                                    | ヨウ化物                                               |
| R-Br                                                   | 臭化物                                                 |
| R-OH+ 2                                                | (アルコールの共役酸)                                   |
| R-Cl                                                   | 塩化物, 酸塩化物                                       |
| R-OHR'+                                                | エーテルの共役酸                                       |
| R-ONO2, R-OPO(OH)2                                     | 硝酸エステル, リン酸エステル, 無機酸エスエル           |
| R-SR'+ 2                                               | スルホニウム塩                                         |
| R-NR'+ 3                                               | 第四級アンモニウム塩                                   |
| R-F                                                    | フッ化物                                               |
| R-OCOR                                                 | エステル,酸無水物                                      |
| R-NH+ 3                                                | アンモニウム塩                                         |
| R-OAr                                                  | フェノキシド                                           |
| R-OH                                                   | アルコール, カルボン酸                                 |
| R-OR                                                   | エーテル, エステル                                     |

ヒドリド (H-)、アルキルアニオン (R3C−)、アミドイオン (R2N−)は不安定なのでふつう脱離基として働くことはない。